# Tojad wschodniokarpacki
Tojad wschodniokarpacki (Aconitum lasiocarpum (Rchb.) Gáyer) – gatunek rośliny z rodziny jaskrowatych. Gatunek rodzimy, w Polsce uznany za zagrożony. Znane są jego stanowiska tylko w Bieszczadach Zachodnich. Występuje tutaj w dolinie potoków Terebowiec i górnego biegi potoku Wołosaty (do Pszczelin), wzdłuż rzeki Solinka od miejscowości Cisna do miejscowości Buk, Nasiczniańskiego Potoku i potok Niedźwiedź oraz na Połoninie Wetlińskiej i Caryńskiej.

## Zmienność
Gatunek zróżnicowany na dwa podgatunki:
- tojad wschodniokarpacki typowy (Aconitum lasiocarpum subsp. lasiocarpum)
- tojad wschodniokarpacki Kotuli (Aconitum lasiocarpum subsp. kotulae (Pawl.) Starm. & Mitka)

## Ochrona
Roślina podlega w Polsce ochronie ścisłej.
Kategorie zagrożenia taksonu:
- Kategoria zagrożenia w Polsce według CzK: VU – narażony (vulnerable)[8].
- Kategoria zagrożenia w Polsce według CzL (2006): V – narażony; 2016: VU[9].